# フレームドラム

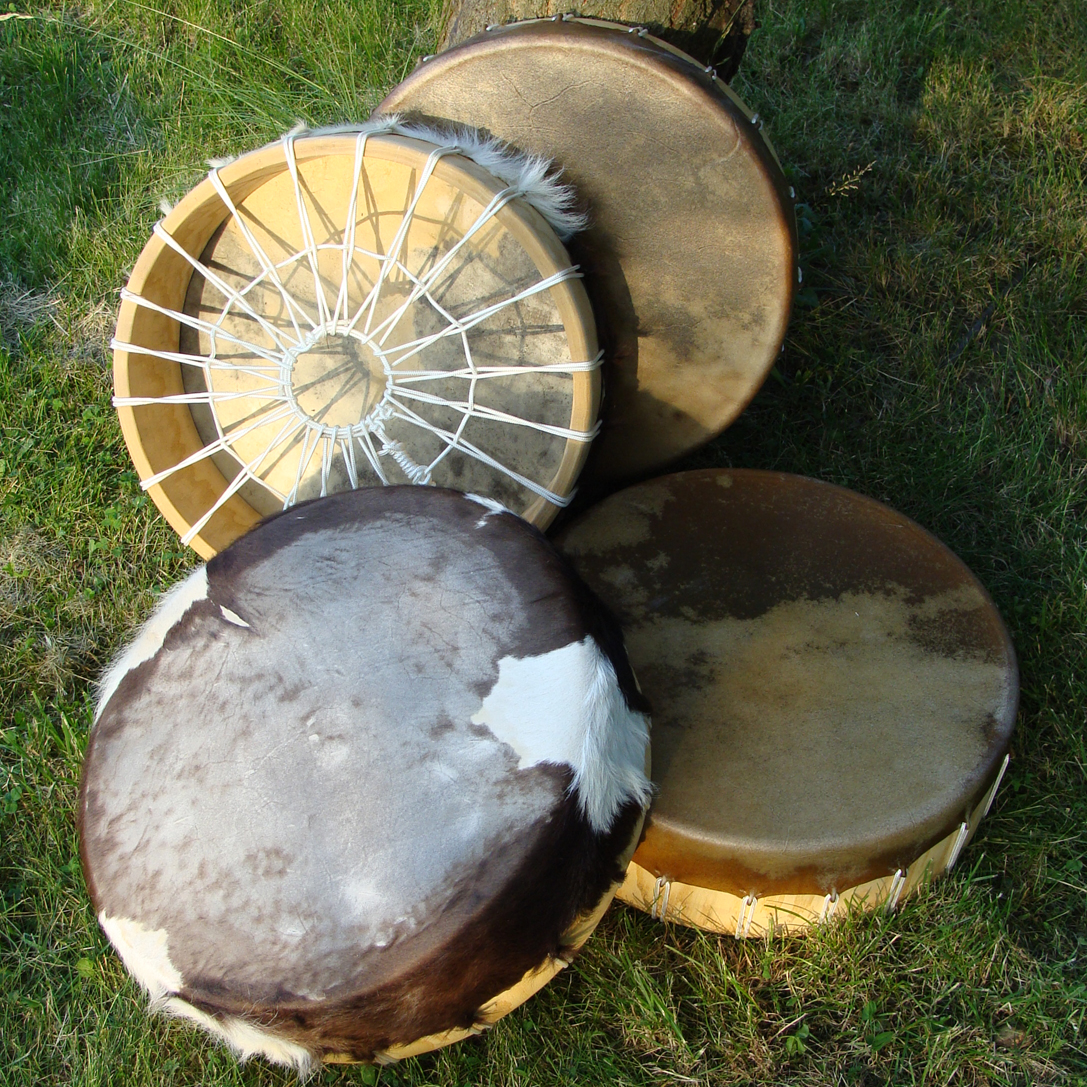
いろいろなフレームドラム

フレームドラム（Frame drum、枠太鼓）は、世界最古と言われている片面太鼓のことで、タンバリンもフレームドラムの種類の1つである。
アジア、ヨーロッパを中心に世界中にいろいろな種類がある。ドラムヘッド（打面）は牛皮、山羊皮、魚の皮などさまざまな動物のものからプラスティック・ヘッドなどもある。

## 種類
- アデュフェ
- カンジーラ
- タール
- ダフ（ドフ） ※ドイラもこの系統
- タンバリン（タンブリン）
- タンブレロ（タンバリンが原型のバットを使用する球技）
- タンボリン
- バウロン
- パンデイロ
- ベンディール
- マズハル
- リック（レク）
- 鼓
- 団扇太鼓
- パーランクー

## 参考書籍/DVD
- When the Drummers Were Women（Crown Pub）Layne Redmond
- フレームドラム（ATN）大久保宙
- フレームドラミング（ATN）Peter Fagiola
- プロもここからはじめたカホン・ジャンベ・フレームドラム（ATN）（DVD）大久保宙
- プロのワザを極めるカホン＆ジャンベ・フレームドラム上級編（ATN）（DVD）大久保宙

## プロフェッショナル・フレームドラム奏者
- グレン・ヴェレズ
- シェーン・シャナハン（ヨーヨー・マ）
- クリストファー・ハーディ
- スコット・ロビンソン
- 大久保宙

## 関連サイト
- 日本フレームドラム協会（アーカイブ）
- タール・クラブ（日本語）